# Дейлі міррор
Дейлі міррор (англ. Daily Mirror; МФА /ˈdeɪlɪ ˈmirə/, укр. Щоденне Дзеркало, неформальна назва — The Mirror) — щоденний таблоїд, що виходить у Великій Британії, був заснований 1903 року. З 1985 до 1987, і з 1997 до 2002 року назва на мастгеді була The Mirror. Власником газети з 1999 року є видавець Trinity Mirror. Щоденний наклад газети у березні 2012 року становив 1,083,938.

## Історія
Газету «Дейлі міррор» заснував Альфред Хармсворт 2 листопада 1903 року як газету для жінок, керовану жінками. Це не принесло успіху, тому Хармсворт вирішив зробити газету кольоровішою і з ширшим колом висвітлюваних питань. Хармсворт найняв Гамільтона Файфа на посаду головного редактора і всі жінки-журналістки були звільнені. 26 січня 1904 року назва була змінена на «The Daily Illustrated Mirror», а 27 квітня 1904 року назву повернули до «The Daily Mirror».
1913 року Альфред Хармсворт продав газету своєму брату Гарольду Хармсворту. Наприкінці 1930-х політична спрямованість газети була змінена із консервативної (для середнього класу) на ліву (для робітничого класу). Під час Другої світової війни, Mirror позиціонує себе як газету рядових солдатів і цивільних, і критично відгукнувся про політичне керівництво і партії.
1978 року щоденний тираж Mirror став меншим ніж у його конкурента The Sun. 1984 року газету купив Роберт Максвелл. Після його смерті 1991 року Головним виконавчим директором став Девід Монтґомері. 1999 року газета, після тривалих криз, злилась із регіональною газетною групою Trinity Mirror.
Аудиторія, що складалася в основному з робочого класу, зробила газету найбільш продаваною в Британії. У 1960 р до складу концерну увійшла Daily Herald разом з концерном Odhams Press. На базі цих активів Сесіл Кінг заснував International Publishing Corporation. Щоб розділити аудиторію і уникнути конкуренції між Mirror і Herald, останню вивели в групу мідл-маркет видань з назвою Sun в 1964 р. Коли ж стало ясно, що це був помилковий хід, The Sun продали Руперту Мердоку, який відразу повернув газету в нішу популярних сенсаційних таблоїдів створивши прямого конкурента The Daily Mirror.

## Смерть Максвелла
5 листопада 1991 Роберт Максвелл загинув при загадкових обставинах поблизу Канарських островів. Вранці він зник з палуби своєї 55-метрової яхти «Леді Гіслейн». Після багатогодинних пошуків його тіло витягнули з води. Море було спокійним, а палубна огорожа однієї з найдорожчих у світі яхт — досить високою. Як він опинився за бортом — невідомо … Вбивство чи це було чи самогубство? І чи справжній Максвелл похований в Єрусалимі? Відповідей на ці питання досі немає.
  Коли кілька днів по тому тіло було знайдено, слідчим довелося відмовитися від головної версії: розтин показав, що Максвелл був здоровий і не міг просто впасти за борт і потонути. Разом зі смертю Максвелла звалилася його імперія: всі належні йому компанії оголосили про банкрутство. Але навіть цей факт ні для кого не здавався вагомою підставою для версії про самогубство знаменитого авантюриста. Імена підозрюваних не розголошуються з міркувань державної безпеки як мінімум трьох великих держав.
Після його смерті стали різко падати акції Максвелл Коммьюнікейшн корпорейшн). На сторінках деяких видань виражалися думки про те, що ця корпорація є «дутою». При цьому на адресу вельми солідних міжнародних банків Лондона («Сіті-банк», «Ротшильд», «Голдман Сакс» та ін.) прозвучали звинувачення в тому, що безвідмовно кредитуючи Максвелла, вони значною мірою сприяли штучному зростанню цін на акції його підприємства. Піднялася завіса і над іншим закулісним механізмом системи фінансування різних операцій Максвелла на газетно-журнальному ринку. Виявилося, що він створив у різних частинах світу (переважно в невеликих державах) понад 20 «незалежних трестів», які, коли це було потрібно, включалися в кампанію по активній купівлі-продажу акцій підприємств Максвелла з метою штучного підвищення їх котирування на ринку.
Ланцюг неприємних сюрпризів на цьому не закінчилася. Ревізія фінансових справ «Міррор груп» завершилася воістину скандальним відкриттям: Максвелл безцеремонно запускав руку і в пенсійний фонд співробітників своїх підприємств.

### Наслідки
У світлі цих непривабливих фактів англійська влада вже не змогла залишатися осторонь і змушена була пустити в хід машину судово-адміністративного розслідування. На прохання самих спадкоємців Максвелла судові інстанції призначили ревізорів для опису майна видавничої компанії і доскональної перевірки її фінансового становища. Цим займалися приватна бухгалтерська компанія «Андерсон» і аудиторська група «Прайс Уотерхауз». У грудні 1991 р. судові інстанції Англії розпорядилися заморозити банківські рахунки братів Кевіна і Йена Максвелла, а самі вони були звинувачені в співучасті у шахрайських операціях батька.
Судовий процес над синами Максвелла тривав майже чотири роки. Всього відбулося понад 120 засідань. Розгляд з боку обвинувачення і захисту вели чотири групи адвокатів усіх рангів і спеціальностей. Справа виявилася вельми заплутаною і зажадала перегляду безлічі документів. Суд виправдав Кевіна і Йена Максвелла.
Після смерті Максвелла в 1991 р. генеральним директором Mirror Group став Девід Монтгомері), завданням якого стало максимальне зниження витрат на виробництво газет.

## Хронологія
'1905' - рубрика «Ексклюзив»
1908 — пошуки найкрасивішої дівчини Британії
1915 — створення «The Sanday Pictorial», а в 1963 переіменовано на «The Sanday Mirror»
1917 — фоторепортаж про повітряні напади на Лондон
1931 — газету купує лорд Бартоломью (приверженець лівих партій)
1931 — рубрика «Кассандра» (пророкують фашизм)
1945 — газета асоціюється із народом. Під час виборів газета вийшла зі слоганом «Вперед із народом!»
1960 — входить до концерну «Daily Herald»
1961 — державне замовлення на випуск дешевих і оригінальних підручників
1984 - концерн купує Роберт Максвелл 
1988 — додаток «The Wharf»
1999 — реструктуризація видання 
2002 — змінений логотип

## Рубрики
- The Weather
- Voice Of The Daily Mirror
- Alison Phillips And Another Thing
- Real Britain
- Your Life
- Dear Coleen
- Your Money
- Biz Bureau
- City Desk
- Today's TV
- Letters
- Oliver Holt
- Business Event
- Mail Order
- Sport
- Personal Injury
- Loans\Finance\Mortgages
- Homes and Gardens

## Цікаві факти
- 2 квітня 1996 газета вийшла повністю на синьому папері як результат рекламної компанії Pepsi-Cola. Саме після цього газета змінила колір логотипу з червоного на синій.
- У травні 2004 року Daily Mirror опублікувала фото британських солдатів, що знущаються над іракськими ув'язненими. Фотографії виявилися фальшивкою. Був звільнений головний редактор газети.
- Спочатку The Daily Mirror замислювалася як газета для жінок, видавана жінками, і повинна була стати «віддзеркаленням жіночого життя».
- У 1904 через низький рівень продажів профіль газети був змінений, і всі жінки-журналістки були звільнені.
- Перший випуск газети коштував 1 пенні.
- До 1919 року тираж окремих випусків газети становив більше мільйона примірників.
- Під час Другої світової війни Вінстон Черчилль пригрозив закрити газету за публікацію політичних карикатур.
- Двічі за свою історію (з 1985 по 1987 і з 1997 по 2002) газета мала назву The Mirror. Саме під цією назвою The Daily Mirror відома в колі своїх читачів.
- Початковий варіант газети став прототипом для американського таблоїда Нью-Йорк Дейлі Ньюз.

## Редактори
| №  | Редактор (укр.)     | Редактор (англ.)     | Роки роботи |
| -- | ------------------- | -------------------- | ----------- |
| 1  | Марі Говарт         | Mary Howarth         | 1903-1904   |
| 2  | Гамільтон Файф      | Hamilton Fyfe        | 1904 — 1907 |
| 3  | Александр Кінілі    | Alexander Kenealy    | 1907 — 1915 |
| 4  | Ед Флінн            | Ed Flynn             | 1915 — 1916 |
| 5  | Александер Кемпбелл | Alexander Campbell   | 1916 — 1931 |
| 6  | Лай Браунлі         | Leigh Brownlee       | 1931 — 1934 |
| 7  | Сесіл Томас         | Cecil Thomas         | 1934 — 1948 |
| 8  | Сильвестер Болам    | Silvester Bolam      | 1948 — 1953 |
| 9  | Джек Ненер          | Jack Nener           | 1953 — 1961 |
| 10 | Лі Говард           | Lee Howard           | 1961 — 1971 |
| 11 | Тоні Майлс          | Tony Miles           | 1971 — 1974 |
| 12 | Мікаель Крістіансен | Michael Christiansen | 1974 — 1975 |
| 13 | Майк Меллой         | Mike Molloy          | 1975 — 1985 |
| 14 | Річард Скотт        | Richard Stott        | 1985 — 1990 |
| 15 | Рой Ґрінслейд       | Roy Greenslade       | 1990 — 1991 |
| 16 | Річард Скотт        | Richard Stott        | 1991 — 1992 |
| 17 | Девід Бенкс         | David Banks          | 1992 — 1994 |
| 18 | Колін Майлер        | Colin Myler          | 1994 — 1995 |
| 19 | Пірс Морґан         | Piers Morgan         | 1995 — 2004 |
| 20 | Річард Воллес       | Richard Wallace      | 2004 — 2012 |
| 21 | Ллойд Емблі         | Lloyd Embley         | 2012 —      |

## Sunday Mirror
The Sunday Mirror — недільний випуск The Daily Mirror. Перший номер побачив світ в 1915 як Sunday Pictorial, отримавши своє справжнє ім'я в 1963. Тираж випуску на лютий 2010 року становить 1155975 примірників.
Посаду редактора недільного випуску займає Тіна Уївер.